# Liste des membres du Conseil constitutionnel français
Cet article indique la liste des membres du Conseil constitutionnel français.

## Dispositions normatives sur la composition

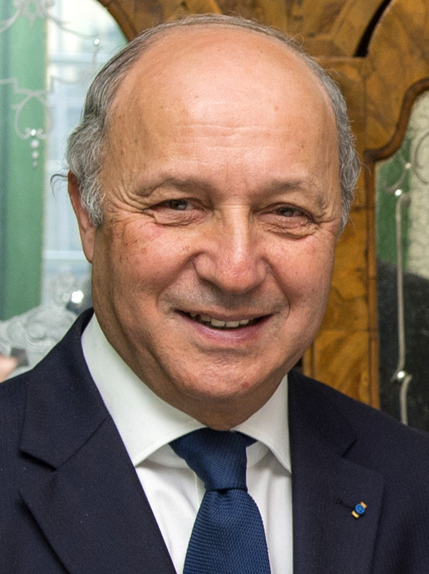
Laurent Fabius, président du Conseil constitutionnel de 2016 à 2025.

Le Conseil constitutionnel est créé par la Constitution du 4 octobre 1958, qui prévoit, dans son article 56, que : 
« Le Conseil constitutionnel comprend neuf membres, dont le mandat dure neuf ans et n'est pas renouvelable. Le Conseil constitutionnel se renouvelle par tiers tous les trois ans. Trois des membres sont nommés par le président de la République, trois par le président de l'Assemblée nationale, trois par le président du Sénat. La procédure prévue au dernier alinéa de l'article 13 est applicable à ces nominations. Les nominations effectuées par le président de chaque assemblée sont soumises au seul avis de la commission permanente compétente de l'assemblée concernée.

En sus des neuf membres prévus ci-dessus, font de droit partie à vie du Conseil constitutionnel les anciens présidents de la République.

Le président est nommé par le président de la République. Il a voix prépondérante en cas de partage. »
Les dispositions transitoires, pour permettre l'application de l'article ci-dessus, ont été fixées par l'article 2 de l'ordonnance du 7 novembre 1958 portant loi organique sur le Conseil constitutionnel :
« Le premier Conseil constitutionnel comprend trois membres désignés pour trois ans, trois membres désignés pour six ans et trois membres désignés pour neuf ans. Le président de la République, le président de l'Assemblée nationale et le président du Sénat désignent chacun un membre de chaque série. »

## Composition actuelle du Conseil constitutionnel

Représentation actuelle de ses membres selon les tendances politiques de l'autorité
ayant nommé le conseiller.

| # | Fonction  | Nom                  | Nommé par                                              | Entrée en fonction | Fin de mandat |
| - | --------- | -------------------- | ------------------------------------------------------ | ------------------ | ------------- |
| 1 | Président | Richard Ferrand      | Emmanuel Macron (président de la République)           | 8 mars 2025        | 8 mars 2034   |
| 2 | Membre    | Jacques Mézard       | Emmanuel Macron (président de la République)           | 11 mars 2019       | 11 mars 2028  |
| 3 | Membre    | François Pillet      | Gérard Larcher (président du Sénat)                    | 11 mars 2019       | 11 mars 2028  |
| 4 | Membre    | Alain Juppé          | Richard Ferrand (président de l'Assemblée nationale)   | 11 mars 2019       | 11 mars 2028  |
| 5 | Membre    | Jacqueline Gourault  | Emmanuel Macron (président de la République)           | 14 mars 2022       | 15 mars 2031  |
| 6 | Membre    | François Seners      | Gérard Larcher (président du Sénat)                    | 14 mars 2022       | 15 mars 2031  |
| 7 | Membre    | Véronique Malbec     | Richard Ferrand (président de l'Assemblée nationale)   | 14 mars 2022       | 15 mars 2031  |
| 8 | Membre    | Philippe Bas         | Gérard Larcher (président du Sénat)                    | 8 mars 2025        | 8 mars 2034   |
| 9 | Membre    | Laurence Vichnievsky | Yaël Braun-Pivet (présidente de l'Assemblée nationale) | 8 mars 2025        | 8 mars 2034   |

## Présidents
| #  | Personnalité | Personnalité     | Proposé par         | Mandat        | Mandat          | Durée                      |
| #  | Personnalité | Personnalité     | Proposé par         | Début         | Fin             | Durée                      |
| -- | ------------ | ---------------- | ------------------- | ------------- | --------------- | -------------------------- |
| 1  |              | Léon Noël        | Charles de Gaulle   | 5 mars 1959   | 5 mars 1965     | 6 ans                      |
| 2  |              | Gaston Palewski  | Charles de Gaulle   | 5 mars 1965   | 5 mars 1974     | 9 ans                      |
| 3  |              | Roger Frey       | Georges Pompidou    | 5 mars 1974   | 4 mars 1983     | 8 ans, 11 mois et 27 jours |
| 4  |              | Daniel Mayer     | François Mitterrand | 4 mars 1983   | 4 mars 1986     | 3 ans                      |
| 5  |              | Robert Badinter  | François Mitterrand | 4 mars 1986   | 4 mars 1995     | 9 ans                      |
| 6  |              | Roland Dumas     | François Mitterrand | 8 mars 1995   | 29 février 2000 | 4 ans, 11 mois et 21 jours |
| 7  |              | Yves Guéna       | Jacques Chirac      | 1er mars 2000 | 9 mars 2004     | 4 ans et 8 jours           |
| 8  |              | Pierre Mazeaud   | Jacques Chirac      | 9 mars 2004   | 3 mars 2007     | 2 ans, 11 mois et 22 jours |
| 9  |              | Jean-Louis Debré | Jacques Chirac      | 5 mars 2007   | 5 mars 2016     | 9 ans                      |
| 10 |              | Laurent Fabius   | François Hollande   | 8 mars 2016   | 8 mars 2025     | 9 ans                      |
| 11 |              | Richard Ferrand  | Emmanuel Macron     | 8 mars 2025   | en cours        | 2 mois et 2 jours          |

## Chronologie des nominations

### Synthèse
| Tendance politique de l'autorité ayant nommé le conseiller | Tendance politique de l'autorité ayant nommé le conseiller |
| ---------------------------------------------------------- | ---------------------------------------------------------- |
|                                                            | Gauche                                                     |
|                                                            | Centre gauche                                              |
|                                                            | Centre                                                     |
|                                                            | Centre droit                                               |
|                                                            | Droite                                                     |

N.B. : en gras figurent les présidents du Conseil constitutionnel.
| Dates           | Dates         | Dates         | Nommé par le                 | Nommé par le                  | Nommé par le               | Nommé par le                | Nommé par le                       | Nommé par le                       |
| Nomination      | Début         | Fin           | Président de la République   | Président de la République    | Président du Sénat         | Président du Sénat          | Président de l'Assemblée nationale | Président de l'Assemblée nationale |
| --------------- | ------------- | ------------- | ---------------------------- | ----------------------------- | -------------------------- | --------------------------- | ---------------------------------- | ---------------------------------- |
| 20 février 1959 | 5 mars 1959   | 5 mars 1962   |                              | Maurice Patin                 |                            | Maurice Delépine            |                                    | Victor Chatenay                    |
| 20 février 1959 | 5 mars 1959   | 5 mars 1962   | puis René Cassin             | Maurice Patin                 |                            |                             |                                    | Victor Chatenay                    |
| 20 février 1959 | 5 mars 1959   | 5 mars 1965   |                              | Léon Noël                     |                            | Charles Le Coq de Kerland   |                                    | Louis Pasteur Vallery-Radot        |
| 20 février 1959 | 5 mars 1959   | 5 mars 1968   |                              | Georges Pompidou              |                            | Jean Gilbert-Jules          |                                    | Jean Michard-Pellissier            |
| 20 février 1959 | 5 mars 1959   | 5 mars 1968   | puis Bernard Chenot          |                               |                            | Jean Gilbert-Jules          |                                    | Jean Michard-Pellissier            |
| 20 février 1959 | 5 mars 1959   | 5 mars 1968   | puis André Deschamps         |                               |                            | Jean Gilbert-Jules          |                                    | Jean Michard-Pellissier            |
| 17 février 1962 | 5 mars 1962   | 5 mars 1971   |                              | Marcel Waline                 |                            | René Cassin                 |                                    | Edmond Michelet                    |
| 17 février 1962 | 5 mars 1962   | 5 mars 1971   | puis Jules Antonini          | Marcel Waline                 |                            | René Cassin                 |                                    |                                    |
| 23 février 1965 | 5 mars 1965   | 5 mars 1974   |                              | Gaston Palewski               |                            | François Luchaire           |                                    | Henri Monnet                       |
| 24 février 1968 | 5 mars 1968   | 4 mars 1977   |                              | Jean Sainteny                 |                            | Georges-Léon Dubois         |                                    | Pierre Chatenet                    |
| 24 février 1971 | 5 mars 1971   | 5 mars 1980   |                              | François Goguel               |                            | Paul Coste-Floret           |                                    | Henri Rey                          |
| 24 février 1971 | 5 mars 1971   | 5 mars 1980   |                              | François Goguel               | puis Robert Lecourt        |                             | puis Louis Joxe                    |                                    |
| 22 février 1974 | 5 mars 1974   | 4 mars 1983   |                              | Roger Frey                    |                            | Gaston Monnerville          |                                    | René Brouillet                     |
| 22 février 1977 | 4 mars 1977   | 4 mars 1986   |                              | André Ségalat                 |                            | Louis Gros                  |                                    | Achille Peretti                    |
| 22 février 1977 | 4 mars 1977   | 4 mars 1986   |                              | André Ségalat                 | puis Maurice-René Simonnet |                             | puis Paul Legatte                  |                                    |
| 24 février 1980 | 1er mars 1980 | 1er mars 1989 |                              | Georges Vedel                 |                            | Robert Lecourt              |                                    | Louis Joxe                         |
| 21 février 1983 | 4 mars 1983   | 4 mars 1992   |                              | Daniel Mayer                  |                            | Léon Jozeau-Marigné         |                                    | Pierre Marcilhacy                  |
| 21 février 1983 | 4 mars 1983   | 4 mars 1992   | puis Francis Mollet-Viéville | Daniel Mayer                  |                            | Léon Jozeau-Marigné         |                                    |                                    |
| 20 février 1986 | 4 mars 1986   | 4 mars 1995   |                              | Robert Badinter               |                            | Maurice-René Simonnet       |                                    | Robert Fabre                       |
| 20 février 1986 | 4 mars 1986   | 4 mars 1995   | puis Jacques Latscha         | Robert Badinter               |                            |                             |                                    | Robert Fabre                       |
| 20 février 1989 | 1er mars 1989 | 1er mars 1998 |                              | Maurice Faure                 |                            | Jean Cabannes               |                                    | Jacques Robert                     |
| 25 février 1992 | 11 mars 1992  | 11 mars 2001  |                              | Georges Abadie                |                            | Marcel Rudloff              |                                    | Noëlle Lenoir                      |
| 25 février 1992 | 11 mars 1992  | 11 mars 2001  | puis Alain Lancelot          | Georges Abadie                |                            |                             |                                    | Noëlle Lenoir                      |
| 24 février 1995 | 8 mars 1995   | 8 mars 2004   |                              | Roland Dumas                  |                            | Étienne Dailly              |                                    | Michel Ameller                     |
| 24 février 1995 | 8 mars 1995   | 8 mars 2004   |                              | puis Monique Pelletier        |                            | puis Yves Guéna             |                                    | Michel Ameller                     |
| 21 février 1998 | 3 mars 1998   | 3 mars 2007   |                              | Pierre Mazeaud                |                            | Simone Veil                 |                                    | Jean-Claude Colliard               |
| 26 février 2001 | 12 mars 2001  | 12 mars 2010  |                              | Olivier Dutheillet de Lamothe |                            | Dominique Schnapper         |                                    | Pierre Joxe                        |
| 27 février 2004 | 10 mars 2004  | 8 mars 2013   |                              | Pierre Steinmetz              |                            | Jacqueline de Guillenchmidt |                                    | Jean-Louis Pezant                  |
| 27 février 2004 | 10 mars 2004  | 8 mars 2013   | puis Claire Bazy-Malaurie    | Pierre Steinmetz              |                            | Jacqueline de Guillenchmidt |                                    |                                    |
| 23 février 2007 | 5 mars 2007   | 4 mars 2016   |                              | Jean-Louis Debré              |                            | Renaud Denoix de Saint Marc |                                    | Guy Canivet                        |
| 24 février 2010 | 12 mars 2010  | 11 mars 2019  |                              | Michel Charasse               |                            | Hubert Haenel               |                                    | Jacques Barrot                     |
| 24 février 2010 | 12 mars 2010  | 11 mars 2019  |                              | Michel Charasse               | puis Jean-Jacques Hyest    |                             | puis Lionel Jospin                 |                                    |
| 22 février 2013 | 14 mars 2013  | 14 mars 2022  |                              | Nicole Maestracci             |                            | Nicole Belloubet            |                                    | Claire Bazy-Malaurie               |
| 22 février 2013 | 14 mars 2013  | 14 mars 2022  | puis Dominique Lottin        | Nicole Maestracci             |                            |                             |                                    | Claire Bazy-Malaurie               |
| 18 février 2016 | 8 mars 2016   | 8 mars 2025   |                              | Laurent Fabius                |                            | Michel Pinault              |                                    | Corinne Luquiens                   |
| 21 février 2019 | 11 mars 2019  | 11 mars 2028  |                              | Jacques Mézard                |                            | François Pillet             |                                    | Alain Juppé                        |
| 23 février 2022 | 14 mars 2022  | 15 mars 2031  |                              | Jacqueline Gourault           |                            | François Seners             |                                    | Véronique Malbec                   |
| 20 février 2025 | 8 mars 2025   | 9 mars 2034   |                              | Richard Ferrand               |                            | Philippe Bas                |                                    | Laurence Vichnievsky               |

### Cas des anciens présidents de la République
Les anciens présidents de la République sont membres de droit du Conseil constitutionnel en vertu du second alinéa de l'article 56 de la Constitution. Le Conseil peut ainsi dépasser les neuf membres nommés. Les anciens chefs de l'État ont différemment usé de cette prérogative :
- Vincent Auriol refuse rapidement de siéger en raison de son opposition au général de Gaulle (à partir du 25 mai 1960), mais fait une exception pour la séance des, 3, 5 et 6 novembre 1962[4],[5],[6], consacrées à la proclamation des résultats du référendum de 1962 et à la constitutionnalité de la loi référendaire sur l'élection du Président au suffrage universel, initiée par le Général ;
- René Coty exerce sa fonction jusqu'à sa mort ;
- Charles de Gaulle ne siège pas ;
- Valéry Giscard d'Estaing fait valoir ses droits à siéger au Conseil quand il cesse d'exercer tout mandat électif en 2004 (cumul interdit par l'article 57 de la Constitution) ; il se met en retrait pour participer à la campagne du référendum établissant une Constitution européenne, dont il a mené la rédaction comme président de la Convention sur l'avenir de l'Europe ;
- François Mitterrand n'y siège pas ;
- Jacques Chirac siège de mai 2007 à mars 2011, date à laquelle il renonce à se rendre au Conseil en raison de son procès et de son état de santé ;
- Nicolas Sarkozy assiste aux séances de mai 2012 à janvier 2013, puis refuse de siéger à la suite de la décision du Conseil constitutionnel de rejeter son recours sur la validation de ses comptes de campagne pour l'élection présidentielle de 2012 ;
- François Hollande n'y siège pas[7] ;
- Emmanuel Macron a annoncé qu'il ne prendrait pas part aux réunions du Conseil[8].

### Commission constitutionnelle provisoire
Une Commission constitutionnelle provisoire prévue par l'article 91 de la Constitution fut établie jusqu'à la mise en place du Conseil constitutionnel pour assurer la transition.
- président : René Cassin, vice-président du conseil d'État
- membres : 
  - Nicolas Battestini, premier président de la cour de cassation
  - Roger Léonard, premier président de la cour des comptes.

### 1959-1962
- du 5 mars 1959 au 2 mai 1960
  - président : Léon Noël,
  - membres nommés :
    - par le président de la République :
      - Georges Pompidou, nommé pour 9 ans par Charles de Gaulle,
      - Léon Noël, nommé pour 6 ans par Charles de Gaulle,
      - Maurice Patin, nommé pour 3 ans par Charles de Gaulle,

    - par le président du Sénat :
      - Jean Gilbert-Jules, nommé pour 9 ans par Gaston Monnerville,
      - Charles Le Coq de Kerland, nommé pour 6 ans par Gaston Monnerville,
      - Maurice Delépine, nommé pour 3 ans par Gaston Monnerville,

    - par le président de l'Assemblée nationale :
      - Jean Michard-Pellissier, nommé pour 9 ans par Jacques Chaban-Delmas,
      - Louis Pasteur Vallery-Radot, nommé pour 6 ans par Jacques Chaban-Delmas,
      - Victor Chatenay, nommé pour 3 ans par Jacques Chaban-Delmas,

  - membres de droit :
    - Vincent Auriol
    - René Coty.

- du 18 juin 1960 au 5 mars 1962
  - président : Léon Noël,
  - membres nommés :
    - par le président de la République :
      - Georges Pompidou, nommé pour 9 ans par Charles de Gaulle en 1959,
      - Léon Noël, nommé pour 6 ans par Charles de Gaulle en 1959,
      - Maurice Patin, nommé pour 3 ans par Charles de Gaulle en 1959,

    - par le président du Sénat :
      - Jean Gilbert-Jules, nommé pour 9 ans par Gaston Monnerville en 1959,
      - Charles Le Coq de Kerland, nommé pour 6 ans par Gaston Monnerville en 1959,
      - René Cassin, nommé par Gaston Monnerville (en remplacement de Maurice Delépine, nommé pour 3 ans en 1959, décédé le 30 avril 1960),

    - par le président de l'Assemblée nationale :
      - Jean Michard-Pellissier, nommé pour 9 ans par Jacques Chaban-Delmas en 1959,
      - Louis Pasteur Vallery-Radot, nommé pour 6 ans par Jacques Chaban-Delmas en 1959,
      - Victor Chatenay, nommé pour 3 ans par Jacques Chaban-Delmas en 1959,

  - membres de droit :
    - Vincent Auriol (refuse de siéger  à partir du 25 mai 1960)
    - René Coty.

### 1962-1965
- du 5 mars 1962 au 14 avril 1962
  - président : Léon Noël,
  - membres nommés :
    - par le président de la République :
      - Georges Pompidou, nommé pour 9 ans par Charles de Gaulle en 1959,
      - Léon Noël, nommé pour 6 ans par Charles de Gaulle en 1959,
      - Marcel Waline, nommé pour 9 ans par Charles de Gaulle en 1962,

    - par le président du Sénat :
      - Jean Gilbert-Jules, nommé pour 9 ans par Gaston Monnerville en 1959,
      - Charles Le Coq de Kerland, nommé pour 6 ans par Gaston Monnerville en 1959,
      - René Cassin, nommé pour 9 ans par Gaston Monnerville en 1962,

    - par le président de l'Assemblée nationale :
      - Jean Michard-Pellissier, nommé pour 9 ans par Jacques Chaban-Delmas en 1959,
      - Louis Pasteur Vallery-Radot, nommé pour 6 ans par Jacques Chaban-Delmas en 1959,
      - Edmond Michelet, nommé pour 9 ans par Jacques Chaban-Delmas en 1962,

  - membres de droit :
    - Vincent Auriol (refuse de siéger)
    - René Coty.

- du 25 avril 1962 au 22 novembre 1962
  - président : Léon Noël,
  - membres nommés :
    - par le président de la République :
      - Bernard Chenot, nommé par Charles de Gaulle (en remplacement de Georges Pompidou, nommé pour 9 ans en 1959),
      - Léon Noël, nommé pour 6 ans par Charles de Gaulle en 1959,
      - Marcel Waline, nommé pour 9 ans par Charles de Gaulle en 1962,

    - par le président du Sénat :
      - Jean Gilbert-Jules, nommé pour 9 ans par Gaston Monnerville en 1959,
      - Charles Le Coq de Kerland, nommé pour 6 ans par Gaston Monnerville en 1959,
      - René Cassin, nommé pour 9 ans par Gaston Monnerville en 1962,

    - par le président de l'Assemblée nationale :
      - Jean Michard-Pellissier, nommé pour 9 ans par Jacques Chaban-Delmas en 1959,
      - Louis Pasteur Vallery-Radot, nommé pour 6 ans par Jacques Chaban-Delmas en 1959,
      - Edmond Michelet, nommé pour 9 ans par Jacques Chaban-Delmas en 1962,

  - membres de droit :
    - Vincent Auriol (refuse de siéger sauf pour participer à la décision du 6 novembre 1962 portant sur la loi référendaire relative à l’élection du président de la République au suffrage universel direct),
    - René Coty (décédé le 22 novembre 1962).

- du 22 novembre 1962 au 16 septembre 1964
  - président : Léon Noël,
  - membres nommés :
    - par le président de la République :
      - Bernard Chenot, nommé par Charles de Gaulle (en remplacement de Georges Pompidou, nommé pour 9 ans en 1959),
      - Léon Noël, nommé pour 6 ans par Charles de Gaulle en 1959,
      - Marcel Waline, nommé pour 9 ans par Charles de Gaulle en 1962,

    - par le président du Sénat :
      - Jean Gilbert-Jules, nommé pour 9 ans par Gaston Monnerville en 1959,
      - Charles Le Coq de Kerland, nommé pour 6 ans par Gaston Monnerville en 1959,
      - René Cassin, nommé pour 9 ans par Gaston Monnerville en 1962,

    - par le président de l'Assemblée nationale :
      - Jean Michard-Pellissier, nommé pour 9 ans par Jacques Chaban-Delmas en 1959,
      - Louis Pasteur Vallery-Radot, nommé pour 6 ans par Jacques Chaban-Delmas en 1959,
      - Edmond Michelet, nommé pour 9 ans par Jacques Chaban-Delmas en 1962,

  - membre de droit :
    - Vincent Auriol (refuse de siéger).

- du 16 septembre 1964 au 5 mars 1965
  - président : Léon Noël,
  - membres nommés :
    - par le président de la République :
      - André Deschamps, nommé par Charles de Gaulle (en remplacement de Bernard Chenot, qui était déjà remplaçant de Georges Pompidou, nommé pour 9 ans en 1959),
      - Léon Noël, nommé pour 6 ans par Charles de Gaulle en 1959,
      - Marcel Waline, nommé pour 9 ans par Charles de Gaulle en 1962,

    - par le président du Sénat :
      - Jean Gilbert-Jules, nommé pour 9 ans par Gaston Monnerville en 1959,
      - Charles Le Coq de Kerland, nommé pour 6 ans par Gaston Monnerville en 1959,
      - René Cassin, nommé pour 9 ans par Gaston Monnerville en 1962,

    - par le président de l'Assemblée nationale :
      - Jean Michard-Pellissier, nommé pour 9 ans par Jacques Chaban-Delmas en 1959,
      - Louis Pasteur Vallery-Radot, nommé pour 6 ans par Jacques Chaban-Delmas en 1959,
      - Edmond Michelet, nommé pour 9 ans par Jacques Chaban-Delmas en 1962,

  - membre de droit :
    - Vincent Auriol (refuse de siéger).

### 1965-1968
- du 5 mars 1965 au 1er janvier 1966
  - président : Gaston Palewski,
  - membres nommés :
    - par le président de la République :
      - André Deschamps, nommé par Charles de Gaulle en 1964 (en remplacement de Bernard Chenot, qui était déjà remplaçant de Georges Pompidou, nommé pour 9 ans en 1959),
      - Marcel Waline, nommé pour 9 ans par Charles de Gaulle en 1962,
      - Gaston Palewski, nommé pour 9 ans par Charles de Gaulle en 1965,

    - par le président du Sénat :
      - Jean Gilbert-Jules, nommé pour 9 ans par Gaston Monnerville en 1959,
      - René Cassin, nommé pour 9 ans par Gaston Monnerville en 1962,
      - François Luchaire, nommé pour 9 ans par Gaston Monnerville en 1965,

    - par le président de l'Assemblée nationale :
      - Jean Michard-Pellissier, nommé pour 9 ans par Jacques Chaban-Delmas en 1959,
      - Edmond Michelet, nommé pour 9 ans par Jacques Chaban-Delmas en 1962,
      - Henri Monnet, nommé pour 9 ans par Jacques Chaban-Delmas en 1965,

  - membre de droit : Vincent Auriol (refuse de siéger, décédé le 1er janvier 1966).

- du 1er janvier 1966 au 8 avril 1967
  - président : Gaston Palewski,
  - membres nommés :
    - par le président de la République :
      - André Deschamps, nommé par Charles de Gaulle en 1964 (en remplacement de Bernard Chenot, qui était déjà remplaçant de Georges Pompidou, nommé pour 9 ans en 1959),
      - Marcel Waline, nommé pour 9 ans par Charles de Gaulle en 1962,
      - Gaston Palewski, nommé pour 9 ans par Charles de Gaulle en 1965,

    - par le président du Sénat :
      - Jean Gilbert-Jules, nommé pour 9 ans par Gaston Monnerville en 1959,
      - René Cassin, nommé pour 9 ans par Gaston Monnerville en 1962,
      - François Luchaire, nommé pour 9 ans par Gaston Monnerville en 1965,

    - par le président de l'Assemblée nationale :
      - Jean Michard-Pellissier, nommé pour 9 ans par Jacques Chaban-Delmas en 1959,
      - Edmond Michelet, nommé pour 9 ans par Jacques Chaban-Delmas en 1962,
      - Henri Monnet, nommé pour 9 ans par Jacques Chaban-Delmas en 1965.

- du 8 avril 1967 au 5 mars 1968
  - président : Gaston Palewski,
  - membres nommés :
    - par le président de la République :
      - André Deschamps, nommé par Charles de Gaulle en 1964 (en remplacement de Bernard Chenot, qui était déjà remplaçant de Georges Pompidou, nommé pour 9 ans en 1959),
      - Marcel Waline, nommé pour 9 ans par Charles de Gaulle en 1962,
      - Gaston Palewski, nommé pour 9 ans par Charles de Gaulle en 1965,

    - par le président du Sénat :
      - Jean Gilbert-Jules, nommé pour 9 ans par Gaston Monnerville en 1959,
      - René Cassin, nommé pour 9 ans par Gaston Monnerville en 1962,
      - François Luchaire, nommé pour 9 ans par Gaston Monnerville en 1965,

    - par le président de l'Assemblée nationale :
      - Jean Michard-Pellissier, nommé pour 9 ans par Jacques Chaban-Delmas en 1959,
      - Jules Antonini, nommé par Jacques Chaban-Delmas (en remplacement d'Edmond Michelet, nommé pour 9 ans en 1962),
      - Henri Monnet, nommé pour 9 ans par Jacques Chaban-Delmas en 1965.

### 1968-1971
- du 5 mars 1968 au 5 mars 1971
  - président : Gaston Palewski,
  - membres nommés :
    - par le président de la République :
      - Marcel Waline, nommé par Charles de Gaulle en 1962,
      - Gaston Palewski, nommé par Charles de Gaulle en 1965,
      - Jean Sainteny, nommé par Charles de Gaulle en 1968,

    - par le président du Sénat :
      - René Cassin, nommé par Gaston Monnerville en 1962,
      - François Luchaire, nommé par Gaston Monnerville en 1965,
      - Georges-Léon Dubois, nommé par Gaston Monnerville en 1968,

    - par le président de l'Assemblée nationale :
      - Jules Antonini, nommé par Jacques Chaban-Delmas (en remplacement d'Edmond Michelet, nommé pour 9 ans en 1962),
      - Henri Monnet, nommé par Jacques Chaban-Delmas en 1965,
      - Pierre Chatenet, nommé par Jacques Chaban-Delmas en 1968.

  - membre de droit : Charles de Gaulle (devint éligible à sa démission le 28 avril 1969, ne siège pas, décédé le 9 novembre 1970).

### 1971-1974
- du 5 mars 1971 au 5 mars 1974
  - président : Gaston Palewski,
  - membres nommés :
    - par le président de la République :
      - Gaston Palewski, nommé par Charles de Gaulle en 1965,
      - Jean Sainteny, nommé par Charles de Gaulle en 1968,
      - François Goguel, nommé par Georges Pompidou en 1971,

    - par le président du Sénat :
      - François Luchaire, nommé par Gaston Monnerville en 1965,
      - Georges-Léon Dubois, nommé par Gaston Monnerville en 1968,
      - Paul Coste-Floret, nommé par Alain Poher en 1971,

    - par le président de l'Assemblée nationale :
      - Henri Monnet, nommé par Jacques Chaban-Delmas en 1965,
      - Pierre Chatenet, nommé par Jacques Chaban-Delmas en 1968,
      - Henri Rey, nommé par Achille Peretti en 1971.

### 1974-1977
- du 5 mars 1974 au 4 mars 1977
  - président : Roger Frey,
  - membres nommés :
    - par le président de la République :
      - Jean Sainteny, nommé par Charles de Gaulle en 1968,
      - François Goguel, nommé par Georges Pompidou en 1971,
      - Roger Frey, nommé par Georges Pompidou en 1974,

    - par le président du Sénat :
      - Georges-Léon Dubois, nommé par Gaston Monnerville en 1968,
      - Paul Coste-Floret, nommé par Alain Poher en 1971,
      - Gaston Monnerville, nommé par Alain Poher en 1974,

    - par le président de l'Assemblée nationale :
      - Pierre Chatenet, nommé par Jacques Chaban-Delmas en 1968,
      - Henri Rey, nommé par Achille Peretti en 1971,
      - René Brouillet, nommé par Edgar Faure en 1974.

### 1977-1980
- du 4 mars 1977 au 12 octobre 1977
  - président : Roger Frey,
  - membres nommés :
    - par le président de la République :
      - François Goguel, nommé par Georges Pompidou en 1971,
      - Roger Frey, nommé par Georges Pompidou en 1974,
      - André Ségalat, nommé par Valéry Giscard d'Estaing en 1977,

    - par le président du Sénat :
      - Paul Coste-Floret, nommé par Alain Poher en 1971,
      - Gaston Monnerville, nommé par Alain Poher en 1974,
      - Louis Gros, nommé par Alain Poher en 1977,

    - par le président de l'Assemblée nationale :
      - Henri Rey, nommé par Achille Peretti en 1971,
      - René Brouillet, nommé par Edgar Faure en 1974.
      - Achille Peretti, nommé par Edgar Faure en 1977.

- du 4 novembre 1977 au 28 août 1979
  - président : Roger Frey,
  - membres nommés :
    - par le président de la République :
      - François Goguel, nommé par Georges Pompidou en 1971,
      - Roger Frey, nommé par Georges Pompidou en 1974,
      - André Ségalat, nommé par Valéry Giscard d'Estaing en 1977,

    - par le président du Sénat :
      - Paul Coste-Floret, nommé par Alain Poher en 1971,
      - Gaston Monnerville, nommé par Alain Poher en 1974,
      - Louis Gros, nommé par Alain Poher en 1977,

    - par le président de l'Assemblée nationale :
      - Louis Joxe, nommé par Edgar Faure (en remplacement de Henri Rey, nommé pour 9 ans en 1971),
      - René Brouillet, nommé par Edgar Faure en 1974.
      - Achille Peretti, nommé par Edgar Faure en 1977.

- du 14 septembre 1979 au 5 mars 1980
  - président : Roger Frey,
  - membres nommés :
    - par le président de la République :
      - François Goguel, nommé par Georges Pompidou en 1971,
      - Roger Frey, nommé par Georges Pompidou en 1974,
      - André Ségalat, nommé par Valéry Giscard d'Estaing en 1977,

    - par le président du Sénat :
      - Robert Lecourt, nommé par Alain Poher (en remplacement de Paul Coste-Floret, nommé pour 9 ans en 1971),
      - Gaston Monnerville, nommé par Alain Poher en 1974,
      - Louis Gros, nommé par Alain Poher en 1977,

    - par le président de l'Assemblée nationale :
      - Louis Joxe, nommé par Edgar Faure (en remplacement de Henri Rey, nommé pour 9 ans en 1971),
      - René Brouillet, nommé par Edgar Faure en 1974.
      - Achille Peretti, nommé par Edgar Faure en 1977.

### 1980-1983
- du 5 mars 1980 au 21 mai 1981
  - président : Roger Frey,
  - membres nommés :
    - par le président de la République :
      - Roger Frey, nommé par Georges Pompidou en 1974,
      - André Ségalat, nommé par Valéry Giscard d'Estaing en 1977,
      - Georges Vedel, nommé par Valéry Giscard d'Estaing en 1980,

    - par le président du Sénat :
      - Gaston Monnerville, nommé par Alain Poher en 1974,
      - Louis Gros, nommé par Alain Poher en 1977,
      - Robert Lecourt, nommé par Alain Poher en 1980,

    - par le président de l'Assemblée nationale :
      - René Brouillet, nommé par Edgar Faure en 1974.
      - Achille Peretti, nommé par Edgar Faure en 1977,
      - Louis Joxe, nommé par Jacques Chaban-Delmas en 1980.

- du 21 mai 1981 au 4 mars 1983
  - président : Roger Frey,
  - membres nommés :
    - par le président de la République :
      - Roger Frey, nommé par Georges Pompidou en 1974,
      - André Ségalat, nommé par Valéry Giscard d'Estaing en 1977,
      - Georges Vedel, nommé par Valéry Giscard d'Estaing en 1980,

    - par le président du Sénat :
      - Gaston Monnerville, nommé par Alain Poher en 1974,
      - Louis Gros, nommé par Alain Poher en 1977,
      - Robert Lecourt, nommé par Alain Poher en 1980,

    - par le président de l'Assemblée nationale :
      - René Brouillet, nommé par Edgar Faure en 1974.
      - Achille Peretti, nommé par Edgar Faure en 1977,
      - Louis Joxe, nommé par Jacques Chaban-Delmas en 1980,

  - membre de droit :
    - Valéry Giscard d'Estaing (ne siège pas).

### 1983-1986
- du 4 mars 1983 au 14 avril 1983
  - président : Daniel Mayer,
  - membres nommés :
    - par le président de la République :
      - André Ségalat, nommé par Valéry Giscard d'Estaing en 1977,
      - Georges Vedel, nommé par Valéry Giscard d'Estaing en 1980,
      - Daniel Mayer, nommé par François Mitterrand en 1983,

    - par le président du Sénat :
      - Louis Gros, nommé par Alain Poher en 1977,
      - Robert Lecourt, nommé par Alain Poher en 1980,
      - Léon Jozeau-Marigné, nommé par Alain Poher en 1983,

    - par le président de l'Assemblée nationale :
      - Achille Peretti, nommé par Edgar Faure en 1977,
      - Louis Joxe, nommé par Jacques Chaban-Delmas en 1980,
      - Pierre Marcilhacy, nommé par Louis Mermaz en 1983,

  - membre de droit :
    - Valéry Giscard d'Estaing (ne siège pas).

- du 11 mai 1983 au 1er octobre 1984
  - président : Daniel Mayer,
  - membres nommés :
    - par le président de la République :
      - André Ségalat, nommé par Valéry Giscard d'Estaing en 1977,
      - Georges Vedel, nommé par Valéry Giscard d'Estaing en 1980,
      - Daniel Mayer, nommé par François Mitterrand en 1983,

    - par le président du Sénat :
      - Louis Gros, nommé par Alain Poher en 1977,
      - Robert Lecourt, nommé par Alain Poher en 1980,
      - Léon Jozeau-Marigné, nommé par Alain Poher en 1983,

    - par le président de l'Assemblée nationale :
      - Paul Legatte, nommé par Louis Mermaz en 1983 (en remplacement d'Achille Peretti, nommé pour 9 ans en 1977),
      - Louis Joxe, nommé par Jacques Chaban-Delmas en 1980,
      - Pierre Marcilhacy, nommé par Louis Mermaz en 1983,

  - membre de droit :
    - Valéry Giscard d'Estaing (ne siège pas).

- du 10 octobre 1984 au 4 mars 1986
  - président : Daniel Mayer,
  - membres nommés :
    - par le président de la République :
      - André Ségalat, nommé par Valéry Giscard d'Estaing en 1977,
      - Georges Vedel, nommé par Valéry Giscard d'Estaing en 1980,
      - Daniel Mayer, nommé par François Mitterrand en 1983,

    - par le président du Sénat :
      - Maurice-René Simonnet, nommé par Alain Poher en 1984 (en remplacement de Louis Gros, nommé pour 9 ans en 1977),
      - Robert Lecourt, nommé par Alain Poher en 1980,
      - Léon Jozeau-Marigné, nommé par Alain Poher en 1983,

    - par le président de l'Assemblée nationale :
      - Paul Legatte, nommé par Louis Mermaz en 1983 (en remplacement d'Achille Peretti, nommé pour 9 ans en 1977),
      - Louis Joxe, nommé par Jacques Chaban-Delmas en 1980,
      - Pierre Marcilhacy, nommé par Louis Mermaz en 1983,

  - membre de droit :
    - Valéry Giscard d'Estaing (ne siège pas).

### 1986-1989
- du 4 mars 1986 au 5 juillet 1987
  - président : Robert Badinter,
  - membres nommés :
    - par le président de la République :
      - Georges Vedel, nommé par Valéry Giscard d'Estaing en 1980,
      - Daniel Mayer, nommé par François Mitterrand en 1983,
      - Robert Badinter, nommé par François Mitterrand en 1986,

    - par le président du Sénat :
      - Robert Lecourt, nommé par Alain Poher en 1980,
      - Léon Jozeau-Marigné, nommé par Alain Poher en 1983,
      - Maurice-René Simonnet, nommé par Alain Poher en 1986,

    - par le président de l'Assemblée nationale :
      - Louis Joxe, nommé par Jacques Chaban-Delmas en 1980,
      - Pierre Marcilhacy, nommé par Louis Mermaz en 1983,
      - Robert Fabre, nommé par Louis Mermaz en 1986,

  - membre de droit :
    - Valéry Giscard d'Estaing (ne siège pas).

- du 22 juillet 1987 au 21 août 1988
  - président : Robert Badinter,
  - membres nommés :
    - par le président de la République :
      - Georges Vedel, nommé par Valéry Giscard d'Estaing en 1980,
      - Daniel Mayer, nommé par François Mitterrand en 1983,
      - Robert Badinter, nommé par François Mitterrand en 1986,

    - par le président du Sénat :
      - Robert Lecourt, nommé par Alain Poher en 1980,
      - Léon Jozeau-Marigné, nommé par Alain Poher en 1983,
      - Maurice-René Simonnet, nommé par Alain Poher en 1986,

    - par le président de l'Assemblée nationale :
      - Louis Joxe, nommé par Jacques Chaban-Delmas en 1980,
      - Francis Mollet-Viéville, nommé par Jacques Chaban-Delmas en 1987 (en remplacement de Pierre Marcilhacy, nommé pour 9 ans en 1983),
      - Robert Fabre, nommé par Louis Mermaz en 1986,

  - membre de droit :
    - Valéry Giscard d'Estaing (ne siège pas).

- du 6 septembre 1988 au 1er mars 1989
  - président : Robert Badinter,
  - membres nommés :
    - par le président de la République :
      - Georges Vedel, nommé par Valéry Giscard d'Estaing en 1980,
      - Daniel Mayer, nommé par François Mitterrand en 1983,
      - Robert Badinter, nommé par François Mitterrand en 1986,

    - par le président du Sénat :
      - Robert Lecourt, nommé par Alain Poher en 1980,
      - Léon Jozeau-Marigné, nommé par Alain Poher en 1983,
      - Jacques Latscha, nommé par Alain Poher en 1988 (en remplacement de Maurice-René Simonnet, nommé pour 9 ans en 1986),

    - par le président de l'Assemblée nationale :
      - Louis Joxe, nommé par Jacques Chaban-Delmas en 1980,
      - Francis Mollet-Vieville, nommé par Jacques Chaban-Delmas en 1987 (en remplacement de Pierre Marcilhacy, nommé pour 9 ans en 1983),
      - Robert Fabre, nommé par Louis Mermaz en 1986,

  - membre de droit :
    - Valéry Giscard d'Estaing (ne siège pas).

### 1989-1992
- du 1er mars 1989 au 11 mars 1992
  - président : Robert Badinter,
  - membres nommés :
    - par le président de la République :
      - Daniel Mayer, nommé par François Mitterrand en 1983,
      - Robert Badinter, nommé par François Mitterrand en 1986,
      - Maurice Faure, nommé par François Mitterrand en 1989,

    - par le président du Sénat :
      - Léon Jozeau-Marigné, nommé par Alain Poher en 1983,
      - Jacques Latscha, nommé par Alain Poher en 1988 (en remplacement de Maurice-René Simonnet, nommé pour 9 ans en 1986),
      - Jean Cabannes, nommé par Alain Poher en 1989,

    - par le président de l'Assemblée nationale :
      - Francis Mollet-Vieville, nommé par Jacques Chaban-Delmas en 1987 (en remplacement de Pierre Marcilhacy, nommé pour 9 ans en 1983),
      - Robert Fabre, nommé par Louis Mermaz en 1986,
      - Jacques Robert, nommé par Laurent Fabius en 1989,

  - membre de droit :
    - Valéry Giscard d'Estaing (ne siège pas).

### 1992-1995
- du 11 mars 1992 au 8 mars 1995
  - président : Robert Badinter,
  - membres nommés :
    - par le président de la République :
      - Robert Badinter, nommé par François Mitterrand en 1986,
      - Maurice Faure, nommé par François Mitterrand en 1989,
      - Georges Abadie, nommé par François Mitterrand en 1992,

    - par le président du Sénat :
      - Jacques Latscha, nommé par Alain Poher en 1988 (en remplacement de Maurice-René Simonnet, nommé pour 9 ans en 1986),
      - Jean Cabannes, nommé par Alain Poher en 1989,
      - Marcel Rudloff, nommé par Alain Poher en 1992,

    - par le président de l'Assemblée nationale :
      - Robert Fabre, nommé par Louis Mermaz en 1986,
      - Jacques Robert, nommé par Laurent Fabius en 1989,
      - Noëlle Lenoir, nommée par Henri Emmanuelli en 1992,

  - membre de droit :
    - Valéry Giscard d'Estaing (ne siège pas).

### 1995-1998
- du 8 mars 1995 au 8 janvier 1996
  - président : Roland Dumas,
  - membres nommés :
    - par le président de la République :
      - Maurice Faure, nommé par François Mitterrand en 1989,
      - Georges Abadie, nommé par François Mitterrand en 1992,
      - Roland Dumas, nommé par François Mitterrand en 1995,

    - par le président du Sénat :
      - Jean Cabannes, nommé par Alain Poher en 1989,
      - Marcel Rudloff, nommé par Alain Poher en 1992,
      - Étienne Dailly, nommé par René Monory en 1995,

    - par le président de l'Assemblée nationale :
      - Jacques Robert, nommé par Laurent Fabius en 1989,
      - Noëlle Lenoir, nommée par Henri Emmanuelli en 1992,
      - Michel Ameller, nommé par Philippe Séguin en 1995,

  - membres de droit :
    - Valéry Giscard d'Estaing (ne siège pas),
    - François Mitterrand (depuis le 17 mai 1995, ne siège pas, décédé le 8 janvier 1996).

- du 8 janvier 1996 au 23 mars 1996
  - président : Roland Dumas,
  - membres nommés :
    - par le président de la République :
      - Maurice Faure, nommé par François Mitterrand en 1989,
      - Georges Abadie, nommé par François Mitterrand en 1992,
      - Roland Dumas, nommé par François Mitterrand en 1995,

    - par le président du Sénat :
      - Jean Cabannes, nommé par Alain Poher en 1989,
      - Marcel Rudloff, nommé par Alain Poher en 1992,
      - Étienne Dailly, nommé par René Monory en 1995,

    - par le président de l'Assemblée nationale :
      - Jacques Robert, nommé par Laurent Fabius en 1989,
      - Noëlle Lenoir, nommée par Henri Emmanuelli en 1992,
      - Michel Ameller, nommé par Philippe Séguin en 1995,

  - membres de droit :
    - Valéry Giscard d'Estaing (ne siège pas).

- du 28 mars 1996 au 24 décembre 1996
  - président : Roland Dumas,
  - membres nommés :
    - par le président de la République :
      - Maurice Faure, nommé par François Mitterrand en 1989,
      - Georges Abadie, nommé par François Mitterrand en 1992,
      - Roland Dumas, nommé par François Mitterrand en 1995,

    - par le président du Sénat :
      - Jean Cabannes, nommé par Alain Poher en 1989,
      - Alain Lancelot, nommé par René Monory en 1996 (en remplacement de Marcel Rudloff, nommé pour 9 ans en 1992),
      - Étienne Dailly, nommé par René Monory en 1995,

    - par le président de l'Assemblée nationale :
      - Jacques Robert, nommé par Laurent Fabius en 1989,
      - Noëlle Lenoir, nommée par Henri Emmanuelli en 1992,
      - Michel Ameller, nommé par Philippe Séguin en 1995,

  - membres de droit :
    - Valéry Giscard d'Estaing (ne siège pas).

- du 3 janvier 1997 au 8 mars 1998
  - président : Roland Dumas,
  - membres nommés :
    - par le président de la République :
      - Maurice Faure, nommé par François Mitterrand en 1989,
      - Georges Abadie, nommé par François Mitterrand en 1992,
      - Roland Dumas, nommé par François Mitterrand en 1995,

    - par le président du Sénat :
      - Jean Cabannes, nommé par Alain Poher en 1989,
      - Alain Lancelot, nommé par René Monory en 1996 (en remplacement de Marcel Rudloff, nommé pour 9 ans en 1992),
      - Yves Guéna, nommé par René Monory en 1997 (en remplacement d'Étienne Dailly, nommé pour 9 ans en 1995),

    - par le président de l'Assemblée nationale :
      - Jacques Robert, nommé par Laurent Fabius en 1989,
      - Noëlle Lenoir, nommée par Henri Emmanuelli en 1992,
      - Michel Ameller, nommé par Philippe Séguin en 1995,

  - membres de droit :
    - Valéry Giscard d'Estaing (ne siège pas).

### 1998-2001
- du 8 mars 1998 au 1er mars 2000
  - président : Roland Dumas,
  - membres nommés :
    - par le président de la République :
      - Georges Abadie, nommé par François Mitterrand en 1992,
      - Roland Dumas, nommé par François Mitterrand en 1995,
      - Pierre Mazeaud, nommé par Jacques Chirac en 1998,

    - par le président du Sénat :
      - Alain Lancelot, nommé par René Monory en 1996 (en remplacement de Marcel Rudloff, nommé pour 9 ans en 1992),
      - Yves Guéna, nommé par René Monory en 1997 (en remplacement d'Étienne Dailly, nommé pour 9 ans en 1995),
      - Simone Veil, nommée par René Monory en 1998,

    - par le président de l'Assemblée nationale :
      - Noëlle Lenoir, nommée par Henri Emmanuelli en 1992,
      - Michel Ameller, nommé par Philippe Séguin en 1995,
      - Jean-Claude Colliard, nommé par Laurent Fabius en 1998,

  - membre de droit :
    - Valéry Giscard d'Estaing (ne siège pas).
- du 1er mars 2000 au 11 mars 2001
  - président : Yves Guéna,
  - membres nommés :
    - par le président de la République :
      - Georges Abadie, nommé par François Mitterrand en 1992,
      - Monique Pelletier, nommé par Jacques Chirac en 2000 (en remplacement de Roland Dumas, nommé pour 9 ans en 1995),
      - Pierre Mazeaud, nommé par Jacques Chirac en 1998,

    - par le président du Sénat :
      - Alain Lancelot, nommé par René Monory en 1996 (en remplacement de Marcel Rudloff, nommé pour 9 ans en 1992),
      - Yves Guéna, nommé par René Monory en 1997 (en remplacement d'Étienne Dailly, nommé pour 9 ans en 1995),
      - Simone Veil, nommée par René Monory en 1998,

    - par le président de l'Assemblée nationale :
      - Noëlle Lenoir, nommée par Henri Emmanuelli en 1992,
      - Michel Ameller, nommé par Philippe Séguin en 1995,
      - Jean-Claude Colliard, nommé par Laurent Fabius en 1998,

  - membre de droit :
    - Valéry Giscard d'Estaing (ne siège pas).

Depuis 1959, cette formation est l'une des deux seules à avoir été (partiellement) présidée par un membre ne provenant pas du contingent de nominations de membres faites par un président de la République.

### 2001-2004
- du 11 mars 2001 au 8 mars 2004
  - président : Yves Guéna,
  - membres nommés :
    - par le président de la République :
      - Monique Pelletier, nommée par Jacques Chirac en 2000 (en remplacement de Roland Dumas)
      - Pierre Mazeaud, nommé par Jacques Chirac en 1998,
      - Olivier Dutheillet de Lamothe, nommé par Jacques Chirac en 2001[9],

    - par le président du Sénat :
      - Yves Guéna, nommé par René Monory en 1997 (en remplacement d'Étienne Dailly, nommé pour 9 ans en 1995)
      - Simone Veil, nommée par René Monory en 1998,
      - Dominique Schnapper, nommée par Christian Poncelet en 2001[10],

    - par le président de l'Assemblée nationale :
      - Michel Ameller, nommé par Philippe Séguin en 1995,
      - Jean-Claude Colliard, nommé par Laurent Fabius en 1998,
      - Pierre Joxe, nommé par Raymond Forni en 2001[11],

  - membre de droit :
    - Valéry Giscard d'Estaing (ne siège pas).

Depuis 1959, cette formation est l'une des deux seules à avoir été présidée par un membre ne provenant pas du contingent de nominations de membres faites par un président de la République.

### 2004-2007
- du 8 mars 2004 au 5 mars 2007
  - président : Pierre Mazeaud[12],
  - membres nommés :
    - par le président de la République :
      - Pierre Mazeaud, nommé par Jacques Chirac en 1998,
      - Olivier Dutheillet de Lamothe, nommé par Jacques Chirac en 2001,
      - Pierre Steinmetz, nommé par Jacques Chirac en 2004[13],

    - par le président du Sénat :
      - Simone Veil, nommée par René Monory en 1998,
      - Dominique Schnapper, nommée par Christian Poncelet en 2001,
      - Jacqueline de Guillenchmidt, nommée par Christian Poncelet en 2004[14],

    - par le président de l'Assemblée nationale :
      - Jean-Claude Colliard, nommé par Laurent Fabius en 1998,
      - Pierre Joxe, nommé par Raymond Forni en 2001,
      - Jean-Louis Pezant, nommé par Jean-Louis Debré en 2004[15],

  - membre de droit :
    - Valéry Giscard d'Estaing.

### 2007-2010
- du 5 mars 2007 au 11 mars 2010
  - président : Jean-Louis Debré, nommé par Jacques Chirac en 2007[16]
  - membres nommés :
    - par le président de la République :
      - Olivier Dutheillet de Lamothe, nommé par Jacques Chirac en 2001,
      - Pierre Steinmetz, nommé par Jacques Chirac en 2004,
      - Jean-Louis Debré, nommé par Jacques Chirac en 2007[17],

    - par le président du Sénat :
      - Dominique Schnapper, nommée par Christian Poncelet en 2001,
      - Jacqueline de Guillenchmidt, nommée par Christian Poncelet en 2004,
      - Renaud Denoix de Saint Marc, nommé par Christian Poncelet en 2007[18],

    - par le président de l'Assemblée nationale :
      - Pierre Joxe, nommé par Raymond Forni en 2001,
      - Jean-Louis Pezant, nommé par Jean-Louis Debré en 2004,
      - Guy Canivet, nommé par Jean-Louis Debré en 2007[19],

  - membres de droit : 
    - Valéry Giscard d'Estaing
    - Jacques Chirac (depuis le 16 mai 2007)

### 2010-2013
- du 11 mars 2010 au 8 mars 2013
  - président : Jean-Louis Debré,
  - membres nommés :
    - par le président de la République :
      - Pierre Steinmetz, nommé par Jacques Chirac en 2004,
      - Jean-Louis Debré, nommé par Jacques Chirac en 2007,
      - Michel Charasse, nommé par Nicolas Sarkozy en 2010[20],

    - par le président du Sénat :
      - Jacqueline de Guillenchmidt, nommée par Christian Poncelet en 2004,
      - Renaud Denoix de Saint Marc, nommé par Christian Poncelet en 2007,
      - Hubert Haenel, nommé par Gérard Larcher en 2010[21],

    - par le président de l'Assemblée nationale :
      - Guy Canivet, nommé par Jean-Louis Debré en 2007,
      - Jacques Barrot, nommé par Bernard Accoyer en 2010[22],
      - Claire Bazy-Malaurie, nommée par Bernard Accoyer en août 2010 (en remplacement de Jean-Louis Pezant, nommé pour 9 ans en 2004)[23].

  - membres de droit : 
    - Valéry Giscard d'Estaing
    - Jacques Chirac (ne siège plus à partir de mars 2011)
    - Nicolas Sarkozy (depuis le 15 mai 2012)

### 2013-2016
- du 14 mars 2013 au 3 décembre 2014
  - président : Jean-Louis Debré,
  - membres nommés :
    - par le président de la République :
      - Jean-Louis Debré, nommé par Jacques Chirac en 2007,
      - Michel Charasse, nommé par Nicolas Sarkozy en 2010,
      - Nicole Maestracci, nommée par François Hollande en 2013[24],

    - par le président du Sénat :
      - Renaud Denoix de Saint Marc, nommé par Christian Poncelet en 2007,
      - Hubert Haenel, nommé par Gérard Larcher en 2010,
      - Nicole Belloubet, nommée par Jean-Pierre Bel en 2013[25],

    - par le président de l'Assemblée nationale :
      - Guy Canivet, nommé par Jean-Louis Debré en 2007,
      - Jacques Barrot, nommé par Bernard Accoyer en 2010,
      - Claire Bazy-Malaurie, nommée par Claude Bartolone en 2013[26].

  - membres de droit : 
    - Valéry Giscard d'Estaing
    - Jacques Chirac (ne siège plus à partir de mars 2011)
    - Nicolas Sarkozy (ne siège plus à partir de juillet 2013)

- du 3 décembre 2014 au 5 janvier 2015
  - président : Jean-Louis Debré,
  - membres nommés :
    - par le président de la République :
      - Jean-Louis Debré, nommé par Jacques Chirac en 2007,
      - Michel Charasse, nommé par Nicolas Sarkozy en 2010,
      - Nicole Maestracci, nommée par François Hollande en 2013,

    - par le président du Sénat :
      - Renaud Denoix de Saint Marc, nommé par Christian Poncelet en 2007,
      - Hubert Haenel, nommé par Gérard Larcher en 2010,
      - Nicole Belloubet, nommée par Jean-Pierre Bel en 2013,

    - par le président de l'Assemblée nationale :
      - Guy Canivet, nommé par Jean-Louis Debré en 2007,
      - vacant, à la suite du décès de Jacques Barrot
      - Claire Bazy-Malaurie, nommée par Claude Bartolone en 2013.

  - membres de droit : 
    - Valéry Giscard d'Estaing
    - Jacques Chirac (ne siège plus à partir de mars 2011)
    - Nicolas Sarkozy (ne siège plus à partir de juillet 2013)

- du 6 janvier 2015 au 11 août 2015
  - président : Jean-Louis Debré,
  - membres nommés :
    - par le président de la République :
      - Jean-Louis Debré, nommé par Jacques Chirac en 2007,
      - Michel Charasse, nommé par Nicolas Sarkozy en 2010,
      - Nicole Maestracci, nommée par François Hollande en 2013,

    - par le président du Sénat :
      - Renaud Denoix de Saint Marc, nommé par Christian Poncelet en 2007,
      - Hubert Haenel, nommé par Gérard Larcher en 2010,
      - Nicole Belloubet, nommée par Jean-Pierre Bel en 2013,

    - par le président de l'Assemblée nationale :
      - Guy Canivet, nommé par Jean-Louis Debré en 2007,
      - Lionel Jospin, nommé par Claude Bartolone en décembre 2014 (en remplacement de Jacques Barrot, nommé pour 9 ans en 2010),
      - Claire Bazy-Malaurie, nommée par Claude Bartolone en 2013.

  - membres de droit : 
    - Valéry Giscard d'Estaing
    - Jacques Chirac (ne siège plus à partir de mars 2011)
    - Nicolas Sarkozy (ne siège plus à partir de juillet 2013)

- du 11 août 2015 au 2 octobre 2015
  - président : Jean-Louis Debré,
  - membres nommés :
    - par le président de la République :
      - Jean-Louis Debré, nommé par Jacques Chirac en 2007,
      - Michel Charasse, nommé par Nicolas Sarkozy en 2010,
      - Nicole Maestracci, nommée par François Hollande en 2013,

    - par le président du Sénat :
      - Renaud Denoix de Saint Marc, nommé par Christian Poncelet en 2007,
      - vacant, à la suite du décès de Hubert Haenel,
      - Nicole Belloubet, nommée par Jean-Pierre Bel en 2013,

    - par le président de l'Assemblée nationale :
      - Guy Canivet, nommé par Jean-Louis Debré en 2007,
      - Lionel Jospin, nommé par Claude Bartolone en décembre 2014
      - Claire Bazy-Malaurie, nommée par Claude Bartolone en 2013.

  - membres de droit : 
    - Valéry Giscard d'Estaing
    - Jacques Chirac (ne siège plus à partir de mars 2011)
    - Nicolas Sarkozy (ne siège plus à partir de juillet 2013)

- du 3 octobre 2015 au 4 mars 2016
  - président : Jean-Louis Debré,
  - membres nommés :
    - par le président de la République :
      - Jean-Louis Debré, nommé par Jacques Chirac en 2007,
      - Michel Charasse, nommé par Nicolas Sarkozy en 2010,
      - Nicole Maestracci, nommée par François Hollande en 2013,

    - par le président du Sénat :
      - Renaud Denoix de Saint Marc, nommé par Christian Poncelet en 2007,
      - Jean-Jacques Hyest, nommé par Gérard Larcher en septembre 2015 (en remplacement de Hubert Haenel, nommé pour 9 ans en 2010),
      - Nicole Belloubet, nommée par Jean-Pierre Bel en 2013,

    - par le président de l'Assemblée nationale :
      - Guy Canivet, nommé par Jean-Louis Debré en 2007,
      - Lionel Jospin, nommé par Claude Bartolone en décembre 2014
      - Claire Bazy-Malaurie, nommée par Claude Bartolone en 2013.

  - membres de droit : 
    - Valéry Giscard d'Estaing
    - Jacques Chirac (ne siège plus à partir de mars 2011)
    - Nicolas Sarkozy (ne siège plus à partir de juillet 2013)

### 2016-2019
- du 8 mars 2016 au 14 mai 2017
  - président : Laurent Fabius
  - membres nommés :
    - par le président de la République :
      - Laurent Fabius, nommé par François Hollande en 2016
      - Nicole Maestracci, nommée par François Hollande en 2013
      - Michel Charasse, nommé par Nicolas Sarkozy en 2010

    - par le président du Sénat :
      - Michel Pinault, nommé par Gérard Larcher en 2016
      - Jean-Jacques Hyest, nommé par Gérard Larcher en septembre 2015
      - Nicole Belloubet, nommée par Jean-Pierre Bel en 2013

    - par le président de l'Assemblée nationale :
      - Corinne Luquiens, nommée par Claude Bartolone en 2016
      - Lionel Jospin, nommé par Claude Bartolone en décembre 2014
      - Claire Bazy-Malaurie, nommée par Claude Bartolone en 2013

  - membres de droit : 
    - Valéry Giscard d'Estaing
    - Jacques Chirac (ne siège plus à partir de mars 2011)
    - Nicolas Sarkozy (ne siège plus à partir de juillet 2013)

- du 14 mai 2017 au 21 juin 2017
  - président : Laurent Fabius
  - membres nommés :
    - par le président de la République :
      - Laurent Fabius, nommé par François Hollande en 2016
      - Nicole Maestracci, nommée par François Hollande en 2013
      - Michel Charasse, nommé par Nicolas Sarkozy en 2010

    - par le président du Sénat :
      - Michel Pinault, nommé par Gérard Larcher en 2016
      - Jean-Jacques Hyest, nommé par Gérard Larcher en septembre 2015
      - Nicole Belloubet, nommée par Jean-Pierre Bel en 2013

    - par le président de l'Assemblée nationale :
      - Corinne Luquiens, nommée par Claude Bartolone en 2016
      - Lionel Jospin, nommé par Claude Bartolone en décembre 2014
      - Claire Bazy-Malaurie, nommée par Claude Bartolone en 2013

  - membres de droit : 
    - Valéry Giscard d'Estaing
    - Jacques Chirac (ne siège plus à partir de mars 2011)
    - Nicolas Sarkozy (ne siège plus à partir de juillet 2013)
    - François Hollande (annonce ne pas siéger)

- du 21 juin 2017 au 26 octobre 2017
  - président : Laurent Fabius
  - membres nommés :
    - par le président de la République :
      - Laurent Fabius, nommé par François Hollande en 2016
      - Nicole Maestracci, nommée par François Hollande en 2013
      - Michel Charasse, nommé par Nicolas Sarkozy en 2010

    - par le président du Sénat :
      - Michel Pinault, nommé par Gérard Larcher en 2016
      - Jean-Jacques Hyest, nommé par Gérard Larcher en septembre 2015
      - vacant. À la suite de la nomination de Nicole Belloubet comme ministre de la Justice, le 2 août 2017 Michel Mercier est nommé par le président du Sénat[27], mais il renonce à intégrer le Conseil le 8 août 2017, alors que la prestation de serment n'a pas été faite[28]

    - par le président de l'Assemblée nationale :
      - Corinne Luquiens, nommée par Claude Bartolone en 2016
      - Lionel Jospin, nommé par Claude Bartolone en décembre 2014
      - Claire Bazy-Malaurie, nommée par Claude Bartolone en 2013

  - membres de droit : 
    - Valéry Giscard d'Estaing
    - Jacques Chirac (ne siège plus à partir de mars 2011)
    - Nicolas Sarkozy (ne siège plus à partir de juillet 2013)
    - François Hollande (annonce ne pas siéger)

- du 27 octobre 2017 au 11 mars 2019
  - président : Laurent Fabius
  - membres nommés :
    - par le président de la République :
      - Laurent Fabius, nommé par François Hollande en 2016
      - Nicole Maestracci, nommée par François Hollande en 2013
      - Michel Charasse, nommé par Nicolas Sarkozy en 2010

    - par le président du Sénat :
      - Michel Pinault, nommé par Gérard Larcher en 2016
      - Jean-Jacques Hyest, nommé par Gérard Larcher en septembre 2015
      - Dominique Lottin, nommée par Gérard Larcher en octobre 2017[29]

    - par le président de l'Assemblée nationale :
      - Corinne Luquiens, nommée par Claude Bartolone en 2016
      - Lionel Jospin, nommé par Claude Bartolone en décembre 2014
      - Claire Bazy-Malaurie, nommée par Claude Bartolone en 2013

  - membres de droit : 
    - Valéry Giscard d'Estaing
    - Jacques Chirac (ne siège plus à partir de mars 2011)
    - Nicolas Sarkozy (ne siège plus à partir de juillet 2013)
    - François Hollande (annonce ne pas siéger)

### 2019-2022
- Du 12 mars au 26 septembre 2019
  - président : Laurent Fabius
  - membres nommés :
    - par le président de la République :
      - Jacques Mézard, nommé par Emmanuel Macron en 2019[30]
      - Laurent Fabius, nommé par François Hollande en 2016
      - Nicole Maestracci, nommée par François Hollande en 2013

    - par le président du Sénat :
      - François Pillet, nommé par Gérard Larcher en 2019[31]
      - Michel Pinault, nommé par Gérard Larcher en 2016
      - Dominique Lottin, nommée par Gérard Larcher en octobre 2017

    - par le président de l'Assemblée nationale :
      - Alain Juppé, nommé par Richard Ferrand en 2019[32]
      - Corinne Luquiens, nommée par Claude Bartolone en 2016
      - Claire Bazy-Malaurie, nommée par Claude Bartolone en 2013

  - membres de droit : 
    - Valéry Giscard d'Estaing
    - Jacques Chirac (ne siège plus à partir de mars 2011 ; meurt le 26 septembre 2019)
    - Nicolas Sarkozy (ne siège plus à partir de juillet 2013)
    - François Hollande (annonce ne pas siéger)

- Du 26 septembre 2019 au 2 décembre 2020
  - président : Laurent Fabius
  - membres nommés :
    - par le président de la République :
      - Jacques Mézard, nommé par Emmanuel Macron en 2019[30]
      - Laurent Fabius, nommé par François Hollande en 2016
      - Nicole Maestracci, nommée par François Hollande en 2013

    - par le président du Sénat :
      - François Pillet, nommé par Gérard Larcher en 2019[31]
      - Michel Pinault, nommé par Gérard Larcher en 2016
      - Dominique Lottin, nommée par Gérard Larcher en octobre 2017

    - par le président de l'Assemblée nationale :
      - Alain Juppé, nommé par Richard Ferrand en 2019[32]
      - Corinne Luquiens, nommée par Claude Bartolone en 2016
      - Claire Bazy-Malaurie, nommée par Claude Bartolone en 2013

  - membres de droit : 
    - Valéry Giscard d'Estaing (meurt le 2 décembre 2020)
    - Nicolas Sarkozy (ne siège plus à partir de juillet 2013)
    - François Hollande (annonce ne pas siéger)

- Du 2 décembre 2020 au 14 mars 2022
  - président : Laurent Fabius
  - membres nommés :
    - par le président de la République :
      - Jacques Mézard, nommé par Emmanuel Macron en 2019[30]
      - Laurent Fabius, nommé par François Hollande en 2016
      - Nicole Maestracci, nommée par François Hollande en 2013

    - par le président du Sénat :
      - François Pillet, nommé par Gérard Larcher en 2019[31]
      - Michel Pinault, nommé par Gérard Larcher en 2016
      - Dominique Lottin, nommée par Gérard Larcher en octobre 2017

    - par le président de l'Assemblée nationale :
      - Alain Juppé, nommé par Richard Ferrand en 2019[32]
      - Corinne Luquiens, nommée par Claude Bartolone en 2016
      - Claire Bazy-Malaurie, nommée par Claude Bartolone en 2013

  - membres de droit : 
    - Nicolas Sarkozy (ne siège plus à partir de juillet 2013)
    - François Hollande (annonce ne pas siéger)

### 2022-2025
- du 14 mars 2022 au 8 mars 2025
  - président : Laurent Fabius
  - membres nommés :
    - par le président de la République :
      - Jacqueline Gourault, nommée par Emmanuel Macron en 2022[33]
      - Jacques Mézard, nommé par Emmanuel Macron en 2019
      - Laurent Fabius, nommé par François Hollande en 2016

    - par le président du Sénat :
      - François Seners, nommé par Gérard Larcher en 2022[34]
      - François Pillet, nommé par Gérard Larcher en 2019
      - Michel Pinault, nommé par Gérard Larcher en 2016

    - par le président de l'Assemblée nationale :
      - Véronique Malbec, nommée par Richard Ferrand en 2022[35]
      - Alain Juppé, nommé par Richard Ferrand en 2019
      - Corinne Luquiens, nommée par Claude Bartolone en 2016

  - membres de droit : 
    - Nicolas Sarkozy (ne siège plus à partir de juillet 2013)
    - François Hollande (annonce ne pas siéger)

### 2025-2028
- à partir du 8 mars 2025
  - président : Richard Ferrand
  - membres nommés :
    - par le président de la République :
      - Richard Ferrand, nommé par Emmanuel Macron en 2025
      - Jacqueline Gourault, nommée par Emmanuel Macron en 2022[33]
      - Jacques Mézard, nommé par Emmanuel Macron en 2019

    - par le président du Sénat :
      - Philippe Bas, nommé par Gérard Larcher en 2025
      - François Seners, nommé par Gérard Larcher en 2022[34]
      - François Pillet, nommé par Gérard Larcher en 2019

    - par le président de l'Assemblée nationale :
      - Laurence Vichnievsky, nommée par Yaël Braun-Pivet en 2025
      - Véronique Malbec, nommée par Richard Ferrand en 2022[35]
      - Alain Juppé, nommé par Richard Ferrand en 2019

  - membres de droit : 
    - Nicolas Sarkozy (ne siège plus à partir de juillet 2013)
    - François Hollande (annonce ne pas siéger)

## Observations et particularités
- Roland Dumas est le seul président à avoir dû démissionner[36].
- Louis Joxe et Pierre Joxe (père et fils) sont les seuls membres d'une même famille à avoir siégé au Conseil.
- depuis 1959, Yves Guéna est le seul président (nommé en 2000 par Jacques Chirac, remplacé en 2004) dont le mandat de membre du conseil (1997-2004, en remplacement d'un membre décédé nommé en 1995) avait pour source le président du Sénat.
- Personnalités (hors membres de droit) ayant nommé des membres avant d'être elles-mêmes désignées :
  - Gaston Monnerville (ancien président du Sénat) ;
  - Achille Peretti (ancien président de l'Assemblée nationale) ;
  - Jean-Louis Debré (ancien président de l'Assemblée nationale).
    - Les nominations annoncées le 23 février 2007 présentent un cas de figure inédit : c'est la première fois qu'à l'occasion d'un renouvellement triennal, l'une des personnalités procédant à une nomination (Jean-Louis Debré nommant Guy Canivet) est elle-même désignée par une autre personnalité (Jean-Louis Debré nommé par Jacques Chirac). Gaston Monnerville était devenu membre en 1974, plus de cinq ans après avoir quitté la présidence du Sénat, et Achille Peretti était devenu membre en 1977, près de quatre ans après avoir quitté la présidence de l'Assemblée nationale.

  - Laurent Fabius (ancien président de l'Assemblée nationale).
  - Richard Ferrand (ancien président de l'Assemblée nationale).
- Personnalité ayant nommé des membres après avoir été elle-même désignée :
  - Georges Pompidou (membre de 1959 à 1962, puis président de la République de 1969 à 1974).
- Cinq personnalités ont été nommées à deux reprises :
  - Quatre d'entre elles ont siégé plus de 9 ans :
    - René Cassin (10 ans, 7 mois, 20 jours : 1960-1971) a d'abord achevé le mandat de Maurice Delépine (prévu pour la période 1959-1962) ;
    - Louis Joxe (11 ans, 3 mois, 24 jours : 1977-1989) a d'abord achevé le mandat d'Henry Rey (prévu pour la période 1971-1980) ;
    - Robert Lecourt (9 ans, 5 mois, 14 jours : 1979-1989) a d'abord achevé le mandat de Paul Coste-Floret (prévu pour la période 1971-1980) ;
    - Claire Bazy-Malaurie (11 ans, 6 mois, 6 jours : 2010-2022), nommée en 2010 par Bernard Accoyer, a d'abord achevé le mandat de Jean-Louis Pezant (prévu pour la période 2004-2013) ; de nouveau nommée en 2013 par Claude Bartolone achevé en 2022 ;

  - Maurice-René Simonnet a été nommé à deux reprises, mais a siégé au total moins de 4 ans, de 1984 à 1988. Il a d'abord achevé le mandat de Louis Gros (prévu pour la période 1977-1986), puis a lui-même été nommé membre pour 9 ans, mais est décédé au cours de ce mandat.
- Depuis 1959, sur 85 membres nommés (et 93 nominations)[37], en excluant les anciens présidents de la République, membres de droit, on compte 74 hommes et 13 femmes :
  - Noëlle Lenoir (1992-2001), nommée par Henri Emmanuelli, président de l'Assemblée nationale ;
  - Simone Veil (1998-2007), nommée par René Monory, président du Sénat ;
  - Monique Pelletier (2000-2004), nommée par Jacques Chirac, président de la République ;
  - Dominique Schnapper (2001-2010), nommée par Christian Poncelet, président du Sénat ;
  - Jacqueline de Guillenchmidt (2004-2013), nommée par Christian Poncelet, président du Sénat ;
  - Claire Bazy-Malaurie (2010-2022), nommée par Bernard Accoyer, président de l'Assemblée nationale, reconduite en 2013 par Claude Bartolone, président de l'Assemblée nationale ;
  - Nicole Maestracci (2013-2022), nommée par François Hollande, président de la République ;
  - Nicole Belloubet (2013-2017), nommée par Jean-Pierre Bel, président du Sénat ;
  - Corinne Luquiens (2016-2025), nommée par Claude Bartolone, président de l'Assemblée nationale ;
  - Dominique Lottin (2017-2022), nommée par Gérard Larcher, président du Sénat ;
  - Jacqueline Gourault (2022-), nommée par Emmanuel Macron, président de la République ;
  - Véronique Malbec (2022-), nommée par Richard Ferrand, président de l'Assemblée nationale ;
  - Laurence Vichnievsky (2025-), nommée par Yaël Braun-Pivet, présidente de l'Assemblée nationale
- Parmi ses 9 membres, le Conseil a donc compté :
  - aucune femme avant le 11 mars 1992, puis :
  - une femme du 11 mars 1992 au 3 mars 1998 ;
  - deux du 3 mars 1998 au 22 mars 2000 ;
  - trois du 22 mars 2000 au 5 mars 2007 ;
  - deux du 5 mars 2007 au 11 mars 2010 ;
  - une du 11 mars 2010 au 7 septembre 2010 ;
  - deux du 7 septembre 2010 au 8 mars 2013 ;
  - trois du 8 mars 2013 au 4 mars 2016 ;
  - quatre du 4 mars 2016 au 21 juin 2017 ;
  - trois du 21 juin 2017 au 26 octobre 2017 ;
  - quatre du 27 octobre 2017 au 13 mars 2022 ;
  - trois depuis le 14 mars 2022.